# Pont Antic de Ceret
El Pont Antic de Ceret era un pont de pedra de dos arcs, que datava del segle xi. Les seves restes es troben a la vila de Ceret, a la comarca del Vallespir (Catalunya del Nord), i passa al damunt del Tec.
Està situat damunt del Tec, al nord-oest de la vila, quasi a l'extrem del terme, en el meandre que forma el Tec en aquell lloc, al nord-est de la Cabanassa.
Es tractava d'un pont de dues arcades, amb el pilar al mig del riu, damunt d'una roca, que és, precisament, l'únic element conservat. El parament del pilar conservat és de pedres picades de mida mitjana, disposades en filades regulars.